# Mary Ellen Clark
Mary Ellen Clark (n. 25 decembrie 1962, Abington Township⁠(d), Pennsylvania, SUA) este o sportivă ce a reprezentat Statele Unite ale Americii, medaliată olimpică. A participat la 2 ediții ale Jocurilor Olimpice (1992, 1996) în care a câștigat două medalii de bronz.